# Quadruple-play
Quadruple-play är en term som används i kommunikationssammanhang då trådlös kommunikation är ytterligare ett sätt att leverera telefoni, bredband och tv i samma förbindelse. Det är utvecklingen inom standarderna CDMA, WCDMA och GSM som genom att använda 3G-, 4G- eller UMTS-nät möjliggör för operatörer att leverera även trådlösa tjänster. På detta sätt kan en leverantör ta ytterligare marknadsandelar jämfört med om man endast kan erbjuda triple-playtjänster.